# آلفونز آنتوان
آلفونز آنتوان (فرانسوی: Alphonse Antoine‎; زاده ۱۹ اوت ۱۹۱۵ – درگذشته ۱۱ نوامبر ۱۹۹۹) دوچرخه‌سوار اهل فرانسه بود.